# Caetano da Silva Nascimento
Caetano da Silva Nascimento, conegut com a Veloso, (7 d'agost de 1930 - 26 d'octubre de 1979) fou un futbolista brasiler.

## Selecció del Brasil
Va formar part de l'equip brasiler a la Copa del Món de 1954.